# Naučná stezka Ralsko

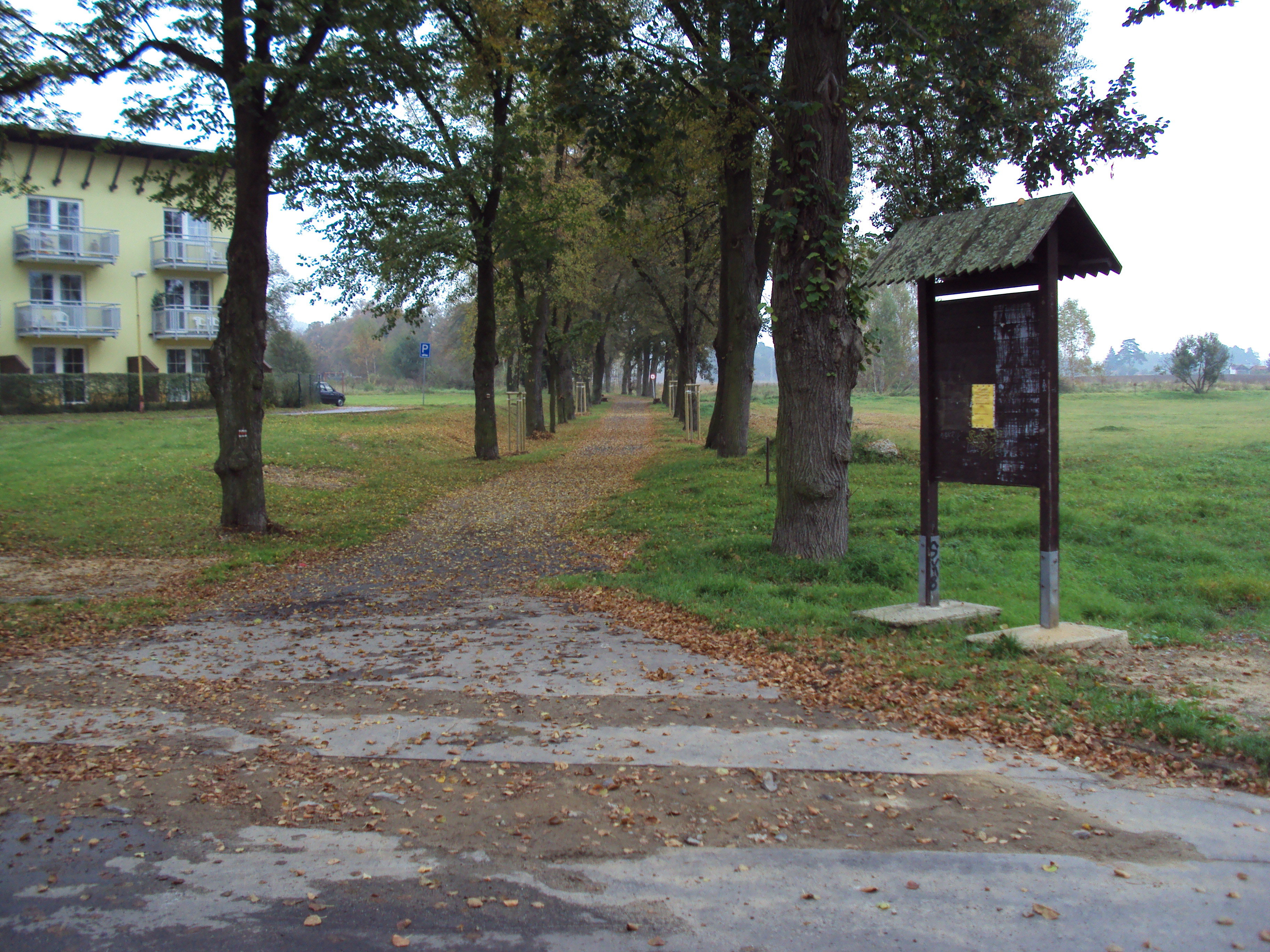
Vranovská alej spojuje Mimoň a horu Ralsko

Naučná stezka Ralsko vedla od Mimoně na vrchol kopce Ralska, obsahem zaměřená na dětské kolektivy.

## Vznik stezky
Náplň trasy vytvořilo mimoňské gymnázium jako učební pomůcku pro školní kolektivy v roce 2006. Otevřena pro veřejnost byla o rok později. Finančně vznik stezky podpořilo jak město Mimoň, tak Liberecký kraj.

## Číslovaná zastavení

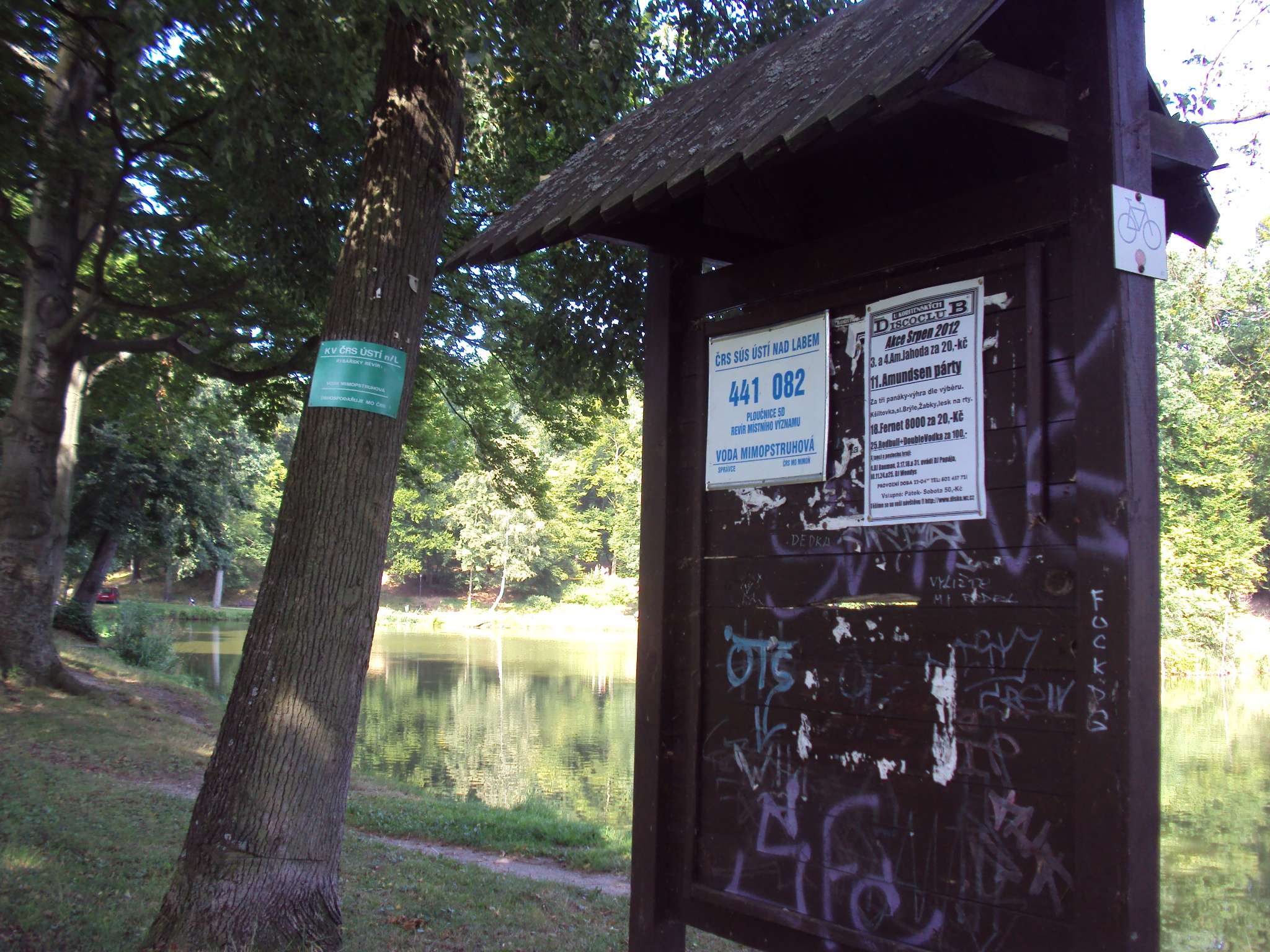
Nynější podoba naučných tabulí, tato je z mimoňského parku

Na trase v úhrnné délce 11 km bylo utvořeno 11 číslovaných zastavení. Čtyři jsou v zámeckém parku, deset na trase ve Vranovské aleji vedoucí od Mimoně ke kopci a hradu na trase červené vyznačené turistické trasy. Číslo zastavení trasy je vepsáno do erbu na vyznačení zastávky. Ke každému zastavení byl vytvořen pracovní list s úkoly pro děti. Listy je možné získat v gymnáziu, v informačním středisku města, v mimoňském Domě dětí Vážka. Lze je získat i přes Internet (web gymnázia) či na CD.  

## Další mimoňské stezky
V Mimoni bylo vybudováno několik naučných stezek. Jsou to Poutní cesta Mimoň, která spojuje církevní historické stavby města, dále Poutní cesta Českolipskem, které vede od Žitavy přes Mimoň a Zákupy do Horní Police. Po roce 2000 byla zřízena naučná stezka Po stopách války roku 1866, která zahrnovala v Mimoni Boží hrob, další známé stezky po kraji byly určeny zbožným poutníkům.  Mimoňské naučné okruhy se u řady památek v centru města spojují či překrývají. Spojuje je zčásti i pásové značení KČT turistických tras.